# Konstantinov slavolok, Rim
Konstantinov slavolok (italijansko: Arco di Costantino) je slavolok v Rimu, ki stoji med Kolosejem in Palatinskim gričem. Postavil ga je rimski senat v spomin na zmago Konstantina I. nad Maksencijem v bitki pri Milvijskem mostu leta 312. Posvečen leta 315, je največji rimski slavolok . Obok se razteza preko Via triumphalis, poti, ki so jo prehodili cesarji, ko so praznovali svoj triumf.
Čeprav je bil posvečen Konstantinu, je velik del dekorativnega materiala vključeval zgodnejša dela iz časa cesarjev Trajan (98–117), Hadrian (117-138) in Marka Aurelija (161-180) in je zato kolaž . Zadnji od obstoječih slavoločnih lokov v Rimu je tudi edini, ki je široko uporabljal spolije in ponovno uporabil več velikih reliefov cesarskih spomenikov iz 2. stoletja, ki dajejo presenetljiv in slavni slogovni kontrast skulpturi, ki je bila na novo ustvarjena za slavolok. To si je zaslužilo zaskrbljujoč vzdevek Cornacchia di Esopo (Ezopova vrana). 
Slavolok je visok 21 m, širok 25,9 m in globok 7,4 m. Ima tri loke, srednji je visok 11,5 m, širok 6,5 m, stranska pa visoka 7,4 m in široka 3,4 m. Nad loki je atika, ki je sestavljena iz opeke, obložena z marmorjem. Na stopnišče v notranjosti loka se vstopi skozi vrata na neki višini od tal, na zahodni strani, obrnjeno proti Palatinskemu griču. Splošna zasnova z glavnim delom, ki je strukturiran z ločenimi stebri in atika z glavnim napisom je vzorec po zgledu slavoloka Septimija Severa na Rimskem forumu.

## Zgodovina
Slavolok, ki je bil zgrajen med letoma 312 in 315, je posvetil senat, da bi se spominjali deset let (decennalia) Konstantinove vladavine (306–337) in njegove zmage nad takratnim vladajočim cesarjem Maksencijem (306–312) v bitka pri Milvijskem mostu 28. oktobra 312 [6], kakor je opisano na njegovi atiki in uradno odprt 25. julija 315. Ne samo, da je rimski senat posvetil Konstantinovo zmago, temveč so praznovali tudi decennia, serijo iger, ki se dogajajo vsako desetletje. Ob tej priložnosti so opravili tudi veliko molitev. Konstantin je 29. oktobra 312 vstopil v Rim sredi velikega veselja, zato je senat naročil spomenik. Konstantin je zapustil Rim za dva meseca in se ni vrnil do 326.
Lokacija med Palatinskim in Celiovim gričem je starodavna pot rimskih triumfov (Via triumphalis), od koder se je odcepila od Via Sacra. Ta je bila pot, ki so jo prehodili cesarji, ko so izvedli svoj triumf. Ta pot se je začela pri Campusu Martius, vodila skozi  Circusa Maximusa in okoli Palatinskega griča; takoj za Konstantinovim slavolokom se je procesija obrnila levo pri Meta Sudans in se odpravila po Via sacra do Foruma Romanuma in naKapitolski grič, skozi oba,  Titov in slavolok Septimija Severa.
V srednjem veku je bil Konstantinov slavolok vključen v eno od družinskih utrdb starega Rima, kot je prikazano na sliki Hermana van Swanevelta. Obnovitvena dela so bila prvič izvedena v 18. stoletju, zadnja izkopavanja so potekala v poznih 1990-ih letih, tik pred velikim jubilejem leta 2000. Slavolok je služil kot cilj maratona na poletnih olimpijskih igrah 1960.

### Polemika
Bilo je veliko polemik glede izvora loka, saj so nekateri znanstveniki trdili, da ga ne bi smeli več označevati kot Konstantinov, ampak je v bistvu zgodnejše delo iz časa Hadrijana, preoblikovan v času vladavine Konstantina ali vsaj spodnji del. Druga teorija meni, da ga je postavil ali vsaj začel Maksencij, en učenjak je verjel, da je bilo to že v času Domicijana (81-96). 

### Simbolizem
Ne glede na Maksencijeve napake, je bil njegov ugled v Rimu pod vplivom njegovih prispevkov v javni zgradbi. V času njegovega pristopa leta 306 je bil Rim vse bolj nepomemben za upravljanje imperija, večina cesarjev se je odločila živeti drugje in se osredotočiti na obrambo krhkih meja, kjer so pogosto ustanavljali nova mesta. Ta dejavnik je prispeval k njegovi sposobnosti, da bi prevzela oblast. Nasprotno pa se je Maksencij osredotočil na obnovo prestolnice, njegov vzdevek pa je bil konzervator urbis suae (ohranjevalec svojega mesta). Konstantin pa je bil med drugim sprejet kot eden največjih mestnih dobrotnikov in potreben za pridobitev legitimnosti. Veliko sporov je obkrožalo pokroviteljstvo javnih del tega obdobja. Nemški filozof Walter Benjamin je opazil, da se zgodovina vidi skozi oči zmagovalca (Über den Begriff der Geschichte VII, 1940), Konstantin in njegovi biografi pa niso bili izjema. Z izdajo damnatio memoriae je začel sistematično brisati spomin na Maksencija. Posledično ostaja precejšnja negotovost v zvezi s pokroviteljstvom javnih zgradb v začetku 4. stoletja, vključno z Konstantinovim slavolokom, ki bi bil prvotno lahko Maksencijev.

## Kiparski slog
Konstantinov slavolok je pomemben primer, ki se pogosto navaja v raziskavah umetnostne zgodovine, slogovnih sprememb v 4. stoletju in »razpad klasičnega grškega kanona oblik v poznem rimskem obdobju«, znak, da je bilo mesto v upadu in bo kmalu zasenčeno zaradi ustanovitve nove prestolnice Konstantinopla (danes Carigrad) leta 324. Kontrast med slogi ponovno uporabljenih cesarskih reliefov Trajana, Hadrijana in Marka Avrelija in tistih, ki so na novo izdelani za slavolok, je dramatičen in, po Ernstu Kitzingerju, »nasilen«, kjer je bila glava prejšnjega cesarja zamenjana s Konstantinovo, je umetnik še vedno bil sposoben doseči »mehko, občutljivo upodobitev Konstantinovega obraza«, ki je bil »daleč od prevladujočega sloga delavnice« . Ostaja najbolj impresivna preživela posvetna znamenitost iz Rima v pozni antiki, vendar je tudi ena izmed najbolj kontroverznih v zvezi z njenim izvorom in pomenom.
Kitzinger primerja rondel Hadrijanovega lova na leva, ki je »še vedno trdno zakoreninjena v tradiciji pozne helenistične umetnosti« in obstaja »iluzija odprtega, zračnega prostora, v katerem se figure gibljejo svobodno in s sproščeno«, s kasnejšim frizom, kjer so figure »pritisnjene, ujete, kot bi morale, med dvema namišljenima ravninama in tako tesno zapakirane v okvir, da nimajo dovolj svobode gibanja v katerikoli smeri«, z »gestami, ki so gnile, pretirano svete in neusklajene z preostalimi del telesa«. V reliefih 4. stoletja so figure razporejene geometrijsko v vzorcu, ki »ima smisel le v odnosu do gledalca«, v velikanski sceni (spodaj), osredotočeni na cesarja, ki gleda neposredno ven. Kitzinger nadaljuje: »Tudi to je klasični kanon razmerij. Glave so nesorazmerno velike, debele kvadratne, noge čokate ...«. Razlike v fizični velikosti figur drastično poudarjajo razlike v rangu in pomenu, ki jih je umetnik 2. stoletja označil s subtilnimi kompozicijskimi sredstvi v navidezno neformalnem združevanju. Izdelava detajlov in diferenciacija površinske teksture. »Lica so prerezana in ne modelirana, lasje imajo obliko pokrovčka z nekaj površinskimi pikicami, draperijske gube so na kratko označene z globoko izvrtanimi linijami«. 
Naročilo je bilo očitno zelo pomembno, če se je hitelo, in delo je treba obravnavati kot odraz najboljših razpoložljivih obrtnikov v Rimu takrat; ista delavnica je bila verjetno odgovorna za številne preživele sarkofage. Vprašanje, kako pojasniti, kaj se lahko zdi kot upad tako v slogu kot pri izvedbi, je povzročilo veliko razprav. Dejavniki, vključeni v razpravo, so: zlom prenosa v umetniških veščinah zaradi političnih in gospodarskih motenj krize 3. stoletja,  vpliv vzhodnih in drugih predklasičnih regionalnih slogov iz celega imperija, (pogled) ki ga je spodbujal Josef Strzygowski (1862-1941) in zdaj večinoma diskontiran), pojav v javnem delu visokega statusa preprostejšega »priljubljenega« ali »italskega« sloga, ki so ga uporabljali manj premožni v času vladavine grških modelov, aktivno ideološko obračanje proti tistim klasičnim slogom, ki so jih predstavljali in namerno preferenco do preprostega pogleda na svet in izkoriščanja izraznih možnosti, ki jih je dal enostavnejši slog. Kiparji iz konstantinovega časa so se bolj zanimali za simboliko: tako simboliko religije kot simbolizem za zgodovino . Eden od dejavnikov, ki ne more biti odgovoren, kot kažejo datum in izvor beneškega portreta Štirih tetrarhov, je vzpon krščanstva v uradno podporo, saj so te spremembe potekale pred tem. 
Slogovna sklicevanja na zgodnejše loke Tita in Septimija Severa, skupaj z vključevanjem spolij iz časov drugih predhodnih cesarjev, se lahko štejejo za namerno poklon rimski zgodovini. 

## Ikonografija
Slavolok je močno okrašen z deli starejših spomenikov, ki v kontekstu konstantinove stavbe prevzamejo nov pomen. Ko slavi Konstantinovo zmago, novi »zgodovinski« frizi, ki prikazujejo njegov pohod po Italiji, izražajo osrednji pomen: pohvale cesarja, tako v boju kot v njegovih civilnih dolžnostih. Drugi posnetki podpirajo ta namen: dekoracijo, vzeto iz »zlatih časov« cesarstva v času cesarjev 2. stoletja, katerih reliefi so bili ponovno uporabljeni kot mesto Konstantina ob teh »dobrih cesarjih«, vsebina kosov pa prikliče podobe zmagovalcev in pobožnega vladarja.
Druga razlaga za ponovno uporabo je kratek čas med začetkom gradnje (ne prej kot konec leta 312) in otvoritvijo (poletje 315), tako da so arhitekti uporabili obstoječe umetnine, da bi nadomestili pomanjkanje časa za ustvarjanje nove umetnosti. Mogoče je bilo, da je bilo uporabljenih toliko starih delov, ker se gradbeniki sami niso počutili, da bi umetniki njihovega časa lahko delali bolje od tistega, kar so že naredili različni ljudje. Kot še en možen razlog je bilo pogosto predlagano, da Rimljani iz 4. stoletja resnično niso imeli umetniškega znanja, da bi ustvarili sprejemljivo umetniško delo in se tega zavedali, zato so ropali starodavne zgradbe, da bi krasili svoje sodobne spomenike. Ta razlaga je v zadnjem času postala manj izrazita, saj je umetnost pozne antike sama po sebi cenjena. Možno je, da je kombinacija teh pojasnil pravilna. 

### Atika
Na vrhu vsakega stebra so vidne velike skulpture, ki predstavljajo Dačane, ki izvirajo od Trajana. Nad osrednjim lokom je napis, ki tvori najpomembnejši del atike in je na obeh straneh loka identičen. Na obeh straneh so napisani štirje pari reliefnih plošč nad manjšimi loki, skupaj osem. Te so vzeli iz neznanega spomenika, postavljenega v čast Marku Avreliju. Na severni strani, od leve proti desni, plošče prikazujejo vrnitev cesarja v Rim po vojni (adventus), ko je cesar zapustil mesto in ga pozdravil s poosebljenjem Via Flaminia, cesar je porazdelil denar med ljudmi (largitio) in cesar je zaslišal germanskega zapornika. Na južni strani, od leve proti desni, je upodobljen ujet sovražni poglavar pred cesarjem, podoben prizor z drugimi zaporniki (prikazan spodaj), cesar je govoril z vojaki (adlocutio) in cesar žrtvoval prašiča, ovce in bika (suovetaurilia). Skupaj s tremi paneli v Kapitolskem muzeju so bili reliefi verjetno vzeti iz zmagoslavnega spomenika v čast vojne Marka Avrelija proti Markomanijem in Sarmatom od 169 do 175, ki se je končala s triumfalno vrnitvijo Marka Avrelija leta 176. Na velikem panelu, kjer je bil sin Marka Avrelija, Komod, je bil ta izbrisan po damnatio memoriae (prekletstvo spomina) – dedkovem umoru.
V istem obdobju sta dve veliki (3 m visoki) plošči, ki krasita atiko na vzhodni in zahodni strani slavoloka, prikazali prizore iz Trajanovih Dačanskih vojn. Skupaj z dvema reliefoma na notranji strani sredinskega prehoda, sta izhajala velikega friza, ki sta slavila dačansko zmago. Prvotni kraj tega friza je bil Trajanov forum ali vojašnica cesarjeve konjenice na Celiju.

### Glavni odsek
Splošna razporeditev glavne fasade je na obeh straneh slavoloka identična, sestavljena iz štirih stebrov na bazah, ki strukturo delijo na osrednji lok in dva stranska loka, pri čemer sta slednja obdana z dvema okroglima reliefoma nad vodoravnim frizom. Štirje stebri so korintskega reda, narejeni iz numidijskega rumenega marmorja (giallo antico), od katerih je bil eden prenesen v baziliko sv. Janeza v  Lateranu in je bil nadomeščen z belim marmornim stebrom. Stebri stojijo na podstavkih (podstavkih ali coklih), okrašeni na treh straneh. Reliefi na sprednji strani kažejo Victorijo, ki drži ščit ali palmove veje, medtem ko tisti na strani prikazujejo ujete barbare same ali z rimskimi vojaki. Čeprav so Konstantinovi, so oblikovani po vzoru slavoloka Septimija Severa (in uničenega Arcusa novusa (Arcus novus je postavil Dioklecijan ca. 314 na Via lata, enem od treh zmagovalnih lokov na tej cesti in je bil uničen ca. 1491 med obnovo Santa Maria v Via Lata. Ostanki, vključno s podstavki, so zdaj v vrtovih Boboli v Firencah.) }})) in se lahko štejejo za »standardno« postavko.
Pari okroglih reliefov nad vsakim stranskim lokom segajo v čas cesarja Hadrijana. Prikazujejo prizore lova in žrtvovanja: lov na prašiča (severna stran, od leve proti desni), žrtvovanje Apolonu, lov na leva, žrtvovanje Herkulu. Na južni strani levi par kaže na odhod v lov in žrtvovanje Silvanu, medtem ko tisti na desni prikazujejo lov na medveda in žrtvovanje Diani. Glava cesarja (prvotno Hadrijana) je bila predelana v vseh medaljonih: na severni strani, v Konstantina v lovskih prizorih in v Licinija ali Konstancija I. v žrtvenih prizorih; na južni strani, obratno. Reliefi, c. 2 m premera, so uokvirjeni v porfir; ta okvir je le na desni strani severne fasade. Podobni medaljoni konstantinskega porekla so na manjših straneh slavoloka; vzhodna stran prikazuje Sonce, ki se dviga, na zahodni strani, Luna. Oba sta na vozu.
Spandreli glavnega loka so okrašeni z reliefi, ki prikazujejo zmagovalne figure s trofejami, tiste manjših obokih pa kažejo bogove rek. Baze stebrov in reliefi v spandrelih so iz Konstantinovega časa.

#### Konstantinov friz
Horizontalni friz pod okroglimi reliefi so glavni deli iz časa Konstantina, ki teče okoli spomenika, en pas nad vsakim stranskim lokom, vključno z zahodno in vzhodno stranjo slavoloka. Ti »zgodovinski« reliefi prikazujejo prizore iz italijanskega pohoda Konstantina proti Maksenciju, ki je bil razlog za gradnjo spomenika. Friz se začne na zahodni strani z odhodom iz Milana (Profectio). Nadaljuje se po južnem licu, obleganjem Verone (Obsidio) na levi (jugozahod), dogodek, ki je bil zelo pomemben za vojno v severni Italiji. Na desni (jugovzhodno) je upodobljena Bitka pri Milvijskem mostu (Proelium), kjer je Konstantinova vojska zmagala in sovražnik utonil v reki Tiberi. Na vzhodni strani je Konstantin in njegova vojska vstopila v Rim (Ingressus); zdi se, da se je umetnik izogibal uporabi posnetkov zmage, saj se Konstantin verjetno ni želel pokazati zmagoslavno nad večnim mestom. Na severni steni, ki gleda proti mestu, sta dva cesarja s cesarjevim dejanjem po prevzemu Rima. Na levi strani (severovzhod) je Konstantin govoril državljanom na Forumu Romanumu (Oratio), desno (severozahodno) pa je zadnja plošča s Konstantinom, ki je denar razdelil ljudem (Liberalitas). 

### Notranja stran prehoda
V osrednjem loku je na vsakem zidu ena velika plošča Trajanove dačanske vojne. V notranjosti stranskih lokov je osem portretov (dva na vsaki steni), uničeni do te mere, da jih ni več mogoče identificirati.

## Napisi
Glavni napis na atiki je bil prvotno iz bronastih črk. Še vedno se lahko zlahka bere; ostanejo samo vdolbine, v katerih so bile črke in njihove luknje za pritrditev. Tako se glasi, enako na obeh straneh (s okrajšavami v oklepajih):
IMP(ERATORI) · CAES(ARI) · FL(AVIO) · CONSTANTINO · MAXIMO · P(IO) · F(ELICI) · AVGUSTO · S(ENATUS) · P(OPULUS) · Q(UE) · R(OMANUS) · QVOD · INSTINCTV · DIVINITATIS · MENTIS · MAGNITVDINE · CVM · EXERCITV · SVO · TAM · DE · TYRANNO · QVAM · DE · OMNI · EIVS · FACTIONE · VNO · TEMPORE · IVSTIS · REMPVBLICAM · VLTVS · EST · ARMIS · ARCVM · TRIVMPHIS · INSIGNEM · DICAVIT
Cesarju Flaviju Konstantinu, največjemu, pobožnemu in blagoslovljenemu Avgustu, ker je, navdihnjen z božanskim, in z veličino svojega uma, hkrati izročil državo od tiranov in vseh njegovih privržencev, njegova vojska in pravična sila, senat in Rimljani so posvetili ta slavolok, okrašen s zmagami.  
Besede instinctu divinitatis ('navdihnjen z božanskim') so bile precej komentirane. Običajno se berejo kot znak Konstantinove spreminjajoče se religiozne pripadnosti: krščanska tradicija, predvsem Laktanctij in Evzebij iz Cezareje, povezujeta zgodbo o Bogu s Konstantinom med pohodom in da je zmagal v znamenju križa na Milvianskem mostu. Uradni dokumenti (še posebej kovanci) še vedno vidno prikazujejo boga sonca do leta 324, medtem ko je Konstantin začel podpirati krščansko cerkev od leta 312 dalje. V tem primeru lahko nejasno besedilo vpisa razumemo kot poskus zadovoljevanja vseh možnih bralcev, ki so namerno dvoumni in sprejemljivi tako za pogane kot za kristjane. Kot je bilo običajno, poraženi sovražnik ni omenjen po imenu, temveč je bil imenovan samo »tiran«, pri čemer se je opiral na idejo o pravičnem ubijanju tiranskega vladarja; skupaj s podobo »pravične vojne« služi kot utemeljitev Konstantinove državljanske vojne proti Maksenciju.
Dva kratka napisa na notranji strani osrednjega prehoda imata podobno sporočilo: Konstantin ni prišel kot osvajalec, temveč je osvobodil Rim od okupacije:
LIBERATORI VRBIS — FUNDATORI QVIETIS
Nad vsakim od majhnih lokov so napisi: 
VOTIS X — VOTIS XX
SIC X  — SIC XX
Podali so nasvet o datumu oboka: »Svečane zaobljube za 10. obletnico - za 20. obletnico« in »kot za 10., torej za 20. obletnico«. Obe se nanašata na Konstantinovo decennalia, tj. na deseto obletnico njegove vladavine (šteto od 306), ki jo je praznoval v Rimu poleti 315. Lahko se domneva, da je bil slavolok, ki je častil njegovo zmago, odprt med bivanjem v mestu.

## Dela, ki so bila oblikovana po zgledu ali pa jih je navdihoval Konstantinov slavolok
- Brandenburška vrata, Potsdam, Prusija (1770)
- Arc de Triomphe du Carrousel, Pariz, Francija (1806)
- Marmorni slavolok, London, Anglija (1828)
- Siegestor, München, Nemčija
- Union Station, Washington, DC, ZDA (1908)
- Ameriški prirodoslovni muzej (Central Park zahodna fasada), New York City, ZDA (1936)
- Kedleston Hall, Derbyshire, Združeno kraljestvo
- Fasada cerkve Saint-Denis, Pariz, Francija
- Slavolok zmage, Pjongjang, Severna Koreja